# Zweedse Kok
De Zweedse Kok is een Muppet, een personage uit The Muppet Show. Het personage is naamloos, maar wordt altijd in het Engels met de naam Swedish Chef ("Zweedse chef-kok") aangeduid. Zijn recepten zijn altijd apart en meestal niet eetbaar. De pop werd door Jim Henson (mondbewegingen en stem) en Frank Oz (handen) tegelijkertijd bediend. Na het overlijden van Henson werd Bill Barretta de hoofdspeler van de Zweedse Kok.

## Personage
De scènes van de Zweedse kok zijn een parodie op kookprogramma's op televisie. Hij draagt een witte koksmuts en heeft opvallend borstelige wenkbrauwen die zijn ogen verbergen. Het is een van de weinige Muppets waarbij de handen van de poppenspeler te zien zijn. De handen dienen immers als handen van de pop en vergemakkelijken het bedienen van het keukengereedschap. De armen van de poppenspeler gaan hier bij de elleboog naar binnen.
Aan het begin van bijna iedere sketch zingt de Zweedse kok steevast hetzelfde liedje, waarbij hij onder de kreet "bork-bork-bork" zijn gereedschap achter zich neergooit, steevast potjes en pannetjes van de stellingen gooiend. Het liedje wordt gezongen in een imitatie-Zweeds. Na het lied gaat de chef verder met zijn half-verstaanbare taaltje waarin de Zweedse klanken geparodieerd worden. Tussen zijn commentaar door is af en toe een Engels woord begrijpbaar, zodat de kijker de sketch kan volgen.
De recepten die de kok bereidt zijn meestal zeer ongewoon en vaak worden woordspelingen gebruikt. Enkele voorbeelden:
- Bij het recept chicken in the basket (kip in het mandje) wordt een kip eerst door een basketbalnet gegooid, waarna zij in de pan belandt.
- Voor de chocolate mousse (chocolademousse) gaat hij op zoek naar een eland (Engels: moose).

Aan het einde loopt de sketch meestal uit op slapstick, waar alles in het honderd loopt of het keukengerei en de recepten zich tegen de chef keren.

## Nalatenschap
Het taaltje van de Zweedse chef ging een eigen leven leiden. In 1992 werd een UNIX lex-filter gemaakt die standaard-Engels kon omzetten naar "chefspeak". Dit filter werd al vlug populair in de hackercultuur en verspreidde zich vervolgens in de mainstream. Verschillende websites bieden een "Zweedse-Kok"-vertaling aan, zoals de zoekmachine Google. In 2003 bracht Opera Software een speciale "Bork"-versie van zijn internetbrowser uit, die de MSN-website vertaalt in het "Zweeds". Sinds 2005 is er voor Firefox een extensie waarmee je pagina's naar "chefspeak" om kunt zetten.
In 2005 bracht de United States Postal Service een blad met postzegels uit met Jim Henson en tien Muppets, waaronder de Zweedse chef.

## Stemmen
In de Nederlandstalige versie van de film The Muppets is Joop Braakhekke de stemacteur van de Zweedse Kok. In Muppets Most Wanted werd de stem van Bill Barretta gebruikt. De Nederlandse stem van de Zweedse Kok voor de Disney+-serie Muppets Now en de Disney+-special Muppets Haunted Mansion werd ingesproken door Simon Zwiers.